# Staartrotor

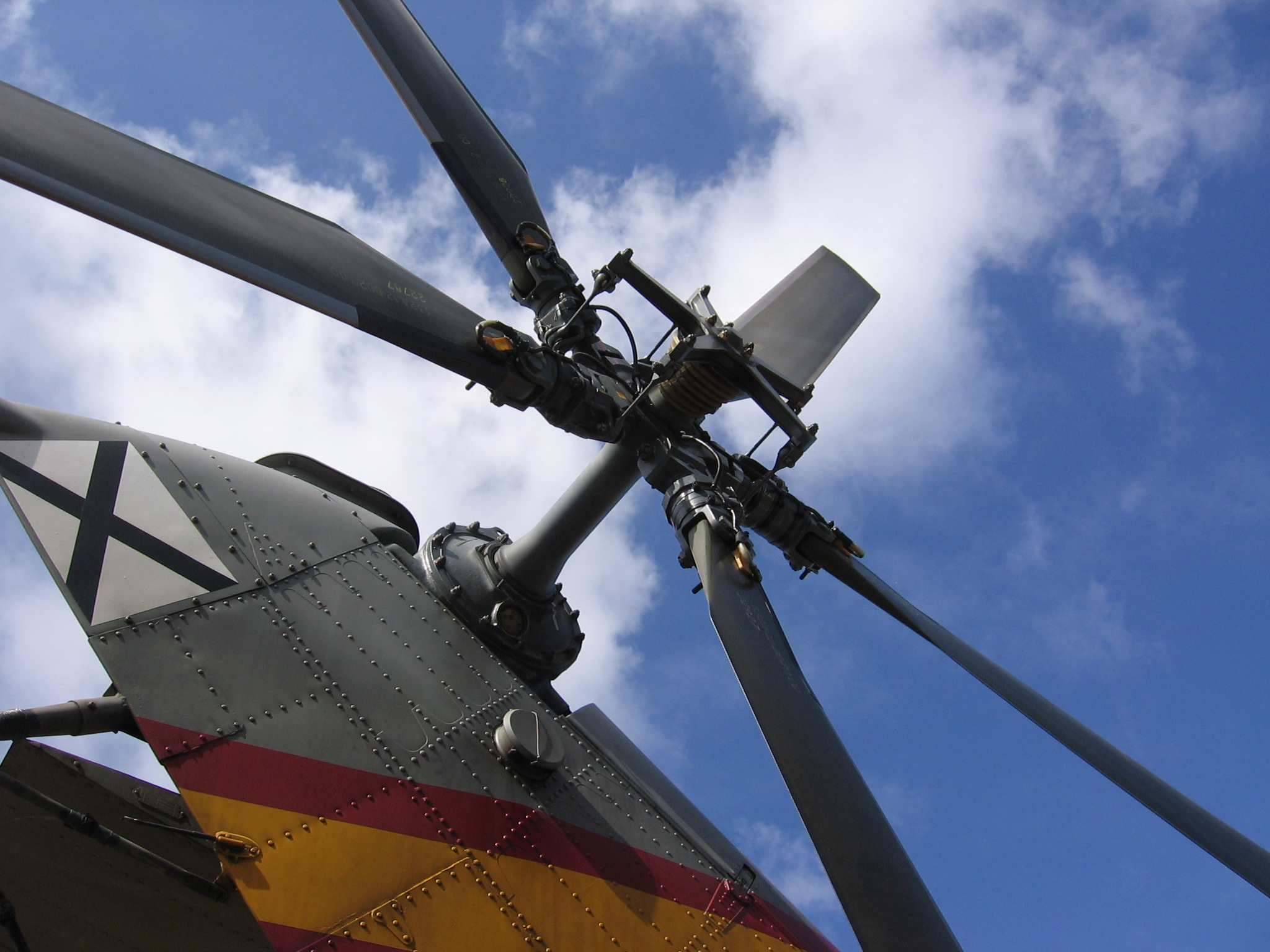
Traditionele staartrotor van een Aérospatiale Puma.

De staartrotor van een helikopter heeft tot doel het reactiekoppel van de hoofdrotor tegen te gaan.
Omdat de motor (via de rotormast) een koppel uitoefent op de hoofdrotor, dient er een tegenkoppel te worden gecreëerd; zo niet zal de helikopter gaan ronddraaien, ook wel spinnen genoemd. Het tegenkoppel wordt verkregen door de staartrotor, die bediend wordt door het voetenstuur. De staartrotor wordt ook gebruikt om de helikopter in de juiste richting te sturen. Helikopters met twee in tegengestelde richting draaiende rotoren, zoals de Chinook-helikopter, hebben geen staartrotor nodig.
De staartrotor werd voor het eerst toegepast door de Rus Boris Yuriev in 1912. Daarna nogmaals door de Nederlander Albert Gillis von Baumhauer in 1926. In beide gevallen zonder veel succes. Pas in 1940 lukte het Igor Sikorsky om de staartrotor succesvol toe te passen.